# ساندرا بيسلي
ساندرا بيسلي (بالإنجليزية: Sandra Beasley)‏ هي كاتِبة وشاعرة أمريكية، ولدت في 5 مايو 1980 في فيينا (فيرجينيا) في الولايات المتحدة.